# Сігаєвське сільське поселення
Сіга́євське сільське поселення — муніципальне утворення в складі Сарапульського району Удмуртії, Росія. Адміністративний центр — село Сігаєво.
Населення становить 6435 осіб (2019, 6161 у 2010, 6296 у 2002).

## Склад
До складу поселення входять такі населені пункти:
| Населений пункт                 | Населення, осіб (2002) | Населення, осіб (2010) |
| ------------------------------- | ---------------------- | ---------------------- |
| Борисово, присілок              | 41                     | 65                     |
| Костино, присілок               | 346                    | 361                    |
| Кордон Костинський, без статусу | -                      | 2                      |
| Мильники, присілок              | 23                     | 58                     |
| Сігаєво, село                   | 5845                   | 5648                   |
| Юшково, присілок                | 41                     | 27                     |

В поселенні діють 3 школи (Костіно, Сігаєво), 3 садочки (Костіно, Сігаєво), школа мистецтв, бібліотека, 2 клуби, комплексний центр соціального обслуговування населення, лікарня та фельдшерсько-акушерський пункт (Костіно).